# Hubble Heritage Project
O Hubble Heritage Project foi fundado em 1998 por Keith Noll, Howard Bond, Forrest Hamilton, Anne Kinney e Zoltan Levay no Space Telescope Science Institute. A equipe divulgou, quase mensalmente, fotos de objetos celestes como planetas, estrelas, galáxias e aglomerados de galáxias.